# Flowserve
A Flowserve Corporation egy amerikai multinacionális vállalat, az olyan ipari és környezet gazdálkodási gépek egyik legnagyobb gyártója, mint szivattyúk, szelepek, mechanikus tömítések. Az automatizálás, valamint az energia-, olaj-, gáz-, és vegyipar valamint más iparágak számára nyújtott szolgáltatások legnagyobb szállítója. Központja a texasi Irvingben, Dallas külvárosában található. A Flowserve több mint 18 000 alkalmazottat foglalkoztat több mint 55 országban. A Flowserve termékeket értékesít és szolgáltatásokat kínál mérnöki és vezeték rendszer kiépítő cégeknek, eredeti berendezések gyártóinak, forgalmazóinak és végfelhasználóinak. A Flowserve márkanév 1997-ben jött létre a BW/IP és a Durco International egyesülésével.
2007. augusztus 21-én a CIO magazin a Flowserve Corporation-t a 2007. évi CIO 100 díj kitüntetettjei közé sorolta.

## Története
A Flowserve eredete egészen addig nyúlik vissza az időben, amikor Thomas Simpson 1790-ben megalapította a Simpson & Thompsont, amelyből később egyesülés által Worthington Simpson Pumps lett, ami a BW/IP részévé vált egyik vállalat. A cég 1997-ben jött létre két folyadékmozgást és vezérlést biztosító vállalat: a BW/IP és a Durco International fúziója által.

### Termékek
A Flowserve több mint 48 márkanéven értékesíti folyadékmozgató és vezérlő termékcsaládjait. Ezek ábécé sorrendben a következők:
ACEC centrifugális, Accord, Aldrich, Anchor Darling, Argus, Atomac, Automax, BW Seals, Byron Jackson, Cameron, Calder, DuraClear, Durametallic, Durco, Edward, Five Star Seals, Flowserve, Gestra, IDP, Interseal, Jeumont-Schneider, Kammer, Limitorque, Logix, McCANNA/MARPAC, NAF, NAVAL, Noble Alloy, Norbro, Nordstrom, PMV, Pac-Seal, Pacific, Pacific Wietz, Pleuger, Polyvalve, Schmidt Armaturen, Scienco, Serck Audco, Sier-Bath Rotary, United Centrifugal, Valtek, Valtek EMA, Vogt, Western Land Roller, Wilson-Snyder, Worcester Controls, Worthington

### Felvásárlások
A Flowserve egyesülések és felvásárlások révén nőtt.

#### Felvásárlások a Flowserve Corporation megalapításától
- 1997 – A BW/IP és a Durco International egyesülése (a Flowserve márkanév felvétele)
- 1997 – Stork Engineered Pumps
- 2000 – Ingersoll-Dresser_Pumps|Ingersoll-Dresser Pumps (IDP)
- 2000 – Innovative Valve Technologies Inc. ( Houston-központú karbantartási, javítási és csereszolgáltatások ipari szelepek, csővezeték rendszerek és feldolgozó rendszer-alkatrészek számára[5] )
- 2002 – Az Invensys áramlásszabályozási (Flow control) részlege (szelepek, szelepmozgatók és kapcsolódó áramlásszabályozó termékek gyártója[6] )
- 2004 – Thompsons Kelly &amp; Lewis[7] (ausztrál centrifugálszivattyú gyártó)[8]
- 2005 – Interseal assets (az ausztrál székhelyű Ludowici Mineral Processing Equipment Pty Ltd-től)[9]
- 2006 – HydroTechnik (magántulajdonban lévő mechanikus tömítésgyártó, székhelye Olomoucban, Csehországban van)[10]
- 2007 – MF Sealing Systems (brit ipari szivattyú- és tömítésjavító)[11]
- 2009 – Calder AG (svájci sótalanító energia-visszanyerő rendszer gyártó)[12]
- 2010 – Valbart Srl (magántulajdonban lévő olasz szelepgyártó)[13]
- 2011 – Lawrence Pumps Inc. (magántulajdonban lévő centrifugálszivattyú-gyártó)[14]
- 2013 – Audco India Limited (MMN PLANT[15] )
- 2013 – Innomag Sealless Pumps[16]
- 2015 – Sihi Group[17]

## Magyarországi leányvállalatok
A SIHI group 1995-ben létrehozott egy értékesítő irodát Veszprémben, Sterling Fluid Systems Hungária Kft néven. A SIHI felvásárlása után (2015) a vállalatot is átnevezték, új neve Flowserve SIHI Hungary Kft.
A Flowserve Magyarországi központjának megnyitására 2016-ig kellett várni. Ekkor alakult meg Debrecenben a Flowserve Hungary Services Kft, és ugyanitt megnyitotta első irodáját, ahol Globális szolgáltató központ működik.
A következő irodanyitásra 2018-ban került sor, immár Budapesten. Itt egy fejlesztési központ nyílt Flowserve GTEC néven (Global Technology and Engineering Center), mely szintén a Flowserve Hungary Services Kft-hez tartozik.
2019-ben a vállalat újabb irodát nyitott Budapest SSC néven (Service and Support Center), mely szintén a Flowserve Hungary Services Kft-hez tartozik.

## Kiszolgált iparágak
- Olaj- és gázipar : kitermelés, finomítás, csővezetékes szállítás, gázfeldolgozás
- Villamos energia ipar: atomenergia, kombinált ciklusú erőművek, hagyományos hőerőművek, megújuló vízenergia
- Vegyipari feldolgozás: savtranszfer, maró- és klóralkáli előállítás, gyógyszeripar, műanyagipar, zagyfeldolgozás, oldószerek, illékony szerves vegyületek, hulladékfeldolgozás, segédanyagok előállítása, feldolgozása
- Vízkészlet gazdálkodás: vízellátás és -elosztás, vízkezelés, sótalanítás, árvízvédelem, talajvízfejlesztés és öntözés, szennyvízgyűjtés és -kezelés, hókészítés
- Általános ipar: bányászat, elsődleges fém gyártás, cellulóz és papír gyártás

## Vállalatirányítás
2005 júliusában a Flowserve bejelentette a felső vezetés megváltoztatását. Az igazgatótanács Lewis M. Klinget, a korábbi operatív igazgatót nevezte ki új elnöknek, vezérigazgatónak és az igazgatótanács tagjának. 2007. május 30-án Kling munkaszerződését meghosszabbították 2010. február 28-ig, amikor is nyugdíjba vonult.
Mark Blinn követte Kling-et vezérigazgatói posztján, korábban 2004-től 2009. október 1-ig pénzügyi vezérigazgató-helyettesként tevékenykedett, amikor is hivatalosan átvette a vezérigazgatói és az igazgatósági alelnöki posztot.
Blinn ezt követően szintén nyugdíjba vonult, és 2017 áprilisában R. Scott Rowe követte az elnök-vezérigazgatói poszton.
2018 áprilisában az igazgatótanács tagjai:
- Ruby R. Chandy
- Leif E. Darner
- Gayla J. Delly
- Roger L. Fix (elnök)
- John R. Friedery
- Joseph E. Harlan
- Rick J. Mills
- David E. Roberts
- Sanjay Chowbey
- R. Scott Rowe (elnök-vezérigazgató)

## Oktatási szolgáltatások
A Flowserve-nek öt oktatóközpontja van, amelyek a világ minden tájáról érkező hallgatókat képeznek a texasi Irvingben, ; Kalamazoo-ban, Michigan-ben ; Houston-ban, Texas-ban, Baton Rouge-ban, Louisiana-ban ; és Desio-ban, Olaszország-ban. Az irvingi oktatási forrásközpont (Learning Resource Center, LRC) 2200 m2-en kapott helyet tantermekkel, statikus laborokkal és erőművi laborokkal komplett szivattyúrendszerekkel. A legújabb, olaszországi LRC 2010. április 20-án nyílik meg.

## Környezeti tevékenységek
A Katrina hurrikán katasztrófaelhárításának támogatására a Flowserve 50 000 dollárt adományozott, valamint alkalmazottai a Vöröskeresztnek szintén 50 000 dollárt gyűjtöttek.

## Fordítás
Ez a szócikk részben vagy egészben  a   Flowserve című angol Wikipédia-szócikk ezen változatának fordításán alapul.  Az eredeti cikk szerkesztőit annak laptörténete sorolja fel. Ez a jelzés csupán a megfogalmazás eredetét és a szerzői jogokat jelzi, nem szolgál a cikkben szereplő információk forrásmegjelöléseként.
 